# Шамаев, Олег
Олег Шамаев (2 августа 1982, Чирчик, Ташкентская область, Узбекская ССР, СССР) — узбекистанский горнолыжник. Участвовал в зимних Олимпийских играх 2010 года.

## Биография
Олег Шамаев родился 2 августа 1982 года в городе Чирчик Ташкентской области.
С 1998 года входил в состав сборной Узбекистана по горнолыжному спорту. В апреле 1998 года впервые выступил на соревнованиях под эгидой Международной федерации лыжного спорта в Турции.
В марте 2009 года стал бронзовым призёром международных соревнований в Турции и серебряным призёром открытого чемпионата Казахстана.
В 2010 году вошёл в состав сборной Узбекистана на зимних Олимпийских играх в Ванкувере. В слаломе занял 42-е место, показав по сумме двух заездов результат 1 минута 58,05 секунды, уступив 18,33 секунды победителю — Джулиано Раццоли из Италии. В гигантском слаломе занял 77-е место (3.09,18 по сумме двух заездов), уступив 31,35 секунды выигравшему золото Карло Янке из Швейцарии. Был знаменосцем сборной Узбекистана на церемониях открытия и закрытия Олимпиады.
В том же году завершил спортивную карьеру.